# 1638
| [ Edytuj tabelę ]              | |
| Król Polski                    | - 1632 Władysław IV Waza 1648 |
| Współksiążęta Andory           | - 1634 Pau Duran 1651 - 1610 Ludwik XIII 1643 |
| Król Anglii i Szkocji          | - 1625 Karol I 1649 |
| Elektor Bawarii                | - 1623 Maksymilian I Bawarski 1651 |
| Elektor Brandenburgii          | - 1619 Jerzy Wilhelm 1640 |
| Sułtan Brunei                  | - 1619 Abdul Jailul Akhbar 1649 - 1625 Muhammad Ali 1660                                                                                               |
| Cesarz Chin                    | - 1627 Chongzhen 1644 |
| Król Czech                     | - 1637 Ferdynand III Habsburg 1657 |
| Król Danii                     | - 1588 Chrystian IV 1648 |
| Dalajlama                      | - 1617 Lobsang Gjaco 1682 |
| Cesarz Etiopii                 | - 1632 Fasiledes 1667 |
| Król Francji                   | - 1610 Ludwik XIII 1643 |
| Król Hiszpanii                 | - 1621 Filip IV 1665 |
| Landgraf Hesji-Kassel          | - 1637 Wilhelm VI Sprawiedliwy 1663 |
| Stadhouder Holandii            | - 1625 Fryderyk Henryk Orański 1647 |
| Szach Iranu                    | - 1629 Safi I 1642 |
| Państwo Wielkich Mogołów       | - 1627 Szahdżahan 1658 |
| Król Irlandii                  | - 1625 Karol I Stuart 1649 |
| Cesarz Japonii                 | - 1629 Meishō 1643 |
| Kalif                          | - 1623 Murad IV 1640 |
| Patriarcha Konstantynopola     | - 1637 Cyryl Lukaris 1638 - 1638 Cyryl II Kontares 1639                                                                                                |
| Władca Korei                   | - 1623 Injo 1649 |
| Książę Kurlandii i Semigalii   | - 1587 Fryderyk Kettler 1642 - 1638 Jakub Kettler 1638                                                                                                 |
| Książę Liechtensteinu          | - 1627 Karol Euzebiusz 1684 |
| Książę Monako                  | - 1612 Honoriusz II 1662 |
| Król Nawarry                   | - 1610 Ludwik XIII 1643 |
| Król Norwegii                  | - 1588 Chrystian IV 1648 |
| Sułtan Omanu                   | - 1624 Nasir ibn Murszid 1649 |
| Elektor Palatynatu             | - 1623 Maksymilian I Bawarski 1648 |
| Papież                         | - 1623 Urban VIII 1644 |
| Książę Parmy i Piacenzy        | - 1622 Edward I 1646 |
| Król Portugalii                | - 1621 Filip III 1640 |
| Książę w Prusach               | - 1620 Jerzy Wilhelm 1640 |
| Car Rosji                      | - 1613 Michał I 1645 |
| Cesarz Rzymski (niemiecki)     | - 1637 Ferdynand III Habsburg 1657 |
| Kapitanowie Regenci San Marino | - 1637 Melchiorre Maggio Belluzzi Giovanni Serafini 1638 - 1638 Claudio Belluzzi Pier Leone Corbelli 1638 - 1638 Livio Pellicieri Federico Tosini 1639 |
| Elektor Saksonii               | - 1611 Jan Jerzy I Wettyn 1656 |
| Król Szwecji                   | - 1632 Krystyna Waza 1654 |
| Król Tajlandii                 | - 1630 Prasat Thong 1655 |
| Sułtan Turków                  | - 1623 Murad IV 1640 |
| Doża Wenecji                   | - 1631 Francesco Erizzo 1646 |
| Król Węgier                    | - 1637 Ferdynand IV 1654 |
| Książęta Wirtembergii          | - 1628 Eberhard III 1674 |

Rok 1638 / MDCXXXVIII
stulecia: XVI wiek ~
XVII wiek ~
XVIII wiek

lata: 1628 «
1633 «
1634 «
1635 «
1636 «
1637 «
1638
» 1639
» 1640
» 1641
» 1642
» 1643
» 1648

## Wydarzenia w Polsce
- 10 marca-1 maja – w Warszawie obradował sejm zwyczajny[1].
- 20 marca – Jerzy Ossoliński otrzymał nominację na podkanclerza koronnego.
- 13 czerwca-14 czerwca – Powstanie Ostranicy wywołane przez Kozaków.
- 13 czerwca – Powstanie Ostranicy: rozpoczęła się bitwa pod Żowninem.
- 8 sierpnia – Powstanie Ostranicy: wojska koronne zdobyły obóz kozacki podczas Oblężenie nad rzeką Starzec
- 28 sierpnia – Swarzędz otrzymał prawa miejskie.

- Zamknięto Akademię Rakowską oraz inne instytucje braci polskich w Rakowie.
- Nie odznaczywszy nikogo zlikwidowano Order Niepokalanego Poczęcia Najświętszej Marii Panny.

## Wydarzenia na świecie
- 10 lutego – król Ludwik XIII powierzył Francję opiece Matki Boskiej.
- 28 lutego i 3 marca – wojna trzydziestoletnia: bitwa pod Rheinfelden.
- 29 marca – założenie Nowej Szwecji, kolonii szwedzkiej w Ameryce Północnej.
- 15 kwietnia – zdławiono powstanie na półwyspie Shimabara w Japonii.
- 10 maja – przyszły polski król Jan Kazimierz Waza został aresztowany we Francji pod zarzutem szpiegostwa na rzecz Hiszpanii. Zwolniono go po interwencji poselstwa Rzeczypospolitej w lutym 1640.
- 20 czerwca – wojska hiszpańskie pod dowództwem Ferdynanda Habsburga pokonały w bitwie pod Kallo (niedaleko Antwerpii) przeważające siły holenderskie w czasie Wojny osiemdziesięcioletniej.
- 9 sierpnia – wojna trzydziestoletnia: bitwa pod Wittenweier.
- 13 października – wojna trzydziestoletnia: bitwa pod Thann.

- Holendrzy założyli kolonię na Mauritiusie.
- Rozbitkowie angielscy założyli kolonię w Belize.

## Urodzili się
- 1 stycznia:
  - Antoinette Des Houlières, pisarka francuska (zm. 1694)
  - Go-Sai, cesarz Japonii (zm. 1685)
- 8 stycznia - Elisabetta Sirani, włoska malarka (zm. 1665)
- 11 stycznia – Nicolaus Steno, duński biskup katolicki, geolog, anatom, błogosławiony (zm. 1686)
- 25 lipca – Krzysztof od św. Katarzyny, hiszpański zakonnik, założyciel Braci Szpitalnych Jezusa Nazarejskiego, błogosławiony katolicki (zm. 1690)
- 5 września – Ludwik XIV, król Francji i Nawarry, z dynastii Burbonów (zm. 1715)
- 10 września − Maria Teresa Hiszpańska, królowa Francji, żona Ludwika XIV (zm. 1683)
- 25 listopada − Katarzyna Bragança, królowa Anglii, żona Karola II Stuarta (zm. 1705)

## Zmarli
- 7 stycznia − Tomasz Zamoyski, kanclerz wielki koronny, starosta krakowski (ur. 1594)
- 26 kwietnia – Giacomo Rho, jezuicki misjonarz w Chinach, tłumacz dzieł naukowych na język chiński (ur. 1593)
- 27 maja − Jan Wężyk, arcybiskup gnieźnieński i prymas Polski (ur. 1575)
- 20 czerwca − Hipolita Grimaldi, księżna Monako jako żona księcia Honoriusza II (ur. 1600)
- 1 sierpnia − Joachim Wtewael, malarz flamandzki (ur. 1566)
- 5 sierpnia – Kasjan z Nantes, kapucyn, misjonarz, męczennik, błogosławiony katolicki (ur. 1607)
- 7 sierpnia – Agatanioł z Vendôme, francuski kapucyn, misjonarz, męczennik, błogosławiony katolicki (ur. 1598)
- 11 listopada − Cornelis van Haarlem, holenderski malarz i rysownik (ur. 1562)
- 29 listopada:
  - Dionizy od Narodzenia Pańskiego, francuski karmelita, misjonarz, męczennik, błogosławiony katolicki (ur. 1600)
  - Redempt od Krzyża, portugalski karmelita, misjonarz, męczennik, błogosławiony katolicki (ur. 1598)

- data dzienna nieznana: 
  - Jacques Blanchard, francuski malarz barokowy (ur. 1600)
  - Adriaen Brouwer, malarz flamandzki (ur. 1605)

## Święta ruchome
- Tłusty czwartek: 11 lutego
- Ostatki: 16 lutego
- Popielec: 17 lutego
- Niedziela Palmowa: 28 marca
- Wielki Czwartek: 1 kwietnia
- Wielki Piątek: 2 kwietnia
- Wielka Sobota: 3 kwietnia
- Wielkanoc: 4 kwietnia
- Poniedziałek Wielkanocny: 5 kwietnia
- Wniebowstąpienie Pańskie: 13 maja
- Zesłanie Ducha Świętego: 23 maja
- Boże Ciało: 3 czerwca